# Pat Ballard
Pat Ballard, nacido como Francis Drake Ballard (19 de junio de 1899-26 de octubre de 1960), fue un compositor, productor, editor musical y autor estadounidense. Nació en Troy, Pensilvania, hijo de Frank Ballard, un joyero-óptico, y Lucille, una soprano. Era tataranieto de Orrin P. Ballard, uno de los pioneros de la región.
Estuvo casado con Hilda Gramlich, diseñadora de vestuario. Él falleció de un paro cardíaco en el Centro de Artes Médicas de la ciudad de Nueva York, Nueva York, en 1960.
A Pat Ballard le sobreviven varios familiares, incluido el desarrollador de juegos Gabriel Ballard.

## Canciones
Compuso varias canciones, siendo las más populares «Mr. Sandman» y «(Oh Baby Mine) I Get So Lonely».
Fue miembro de la Sociedad Estadounidense de Compositores, Autores y Editores.